# Награда за лепоту говора Бранивој Ђорђевић
Награду за лепоту сценског говора „Бранивој Ђорђевић“ додељује Југословенско драмско позориште. Додељује се сваке године 3. априла, на дан Југословенског драмског позоришта. Носи име др. Бранивоја Ђорђевића, академског професора на Факултету драмских уметности и познатог југословенског сценаристе, познатог по ТВ драми Сократова одбрана и смрт.

## Добитници награде

### Добитници до 2008. године
До 2008. године награду су добили Бранислав Лечић за улогу Клаудија у представи „Хамлет“, Небојша Љубишић, Горан Даничић и Војин Ћетковић.

### Добитници од 2009. године
- 2009. Слобода Мићаловић за улогу Елмире у представи „Тартиф“[6]
- 2010. Радован Вујовић[7]
- 2011. Драган Мићановић[8]
- 2012. Никола Вујовић за улоге Роберта Хенда у „Изгнаницима“ и Епиходова у „Вишњику“[9]
- 2013. Војин Ћетковић[10]
- 2014. Наташа Тапушковић за улоге Јованке у представи „Госпођица“ и Ема у представи „Издаја“[11]
- 2015. Војислав Брајовић и Војин Ћетковић за улоге у представи „Дневник о Чарнојевићу“[12]